# Révész Gyula (újságíró)
Révész Gyula, Fiser, Fischer (Székesfehérvár, 1871. április 30. – Budapest, Ferencváros, 1943. május 23.) hírlapíró.

## Életútja
Fiser (Révész) Vilmos és Gans Franciska (Fanni) fia. A főreáliskolát szülővárosában végezte; négy évig a Magyar Királyi József Műegyetem hallgatója volt. Fischer családi nevét 1887-ben változtatta Révészre. 1894-ben mint újságíró a Szabad Szó szerkesztőségébe lépett; ezen lap megszűnése után a Függetlenségnél dolgozott. 1896. október végétől az Esti Ujság és a Budapesti Hírlap munkatársa és 1902-től a Budapesti Hírlap hírrovatának a szerkesztője volt. 1903. május 10-én Budapesten, a Józsefvárosban házasságot kötött a nála 12 évvel fiatalabb, szatmárnémeti születésű Kovács Etellel. 1903-tól titkára az Otthon írók és Hírlapírók Körének. Nyolc évig volt riporter; koldusruhába öltözve tanulmányozta a budapesti kolduséletet; tapasztalatairól cikksorozatot írt. Budapest éjjeli életének rejtelmeiről, a főváros környékén levő falvakba dajkaságba kiadott gyermeke sorsáról írt számos cikket. Sziporka álnév alatt karcolatokat írt a Szabad Szóba és a Függetlenségbe; évekig írta a Kakas Mártonba az Alborák Emődről szóló humoros cikkeket. Sok elbeszélése és tárcája jelent meg a Budapesti Hirlapban és az Uj Üstökösben is. Nagyobb munkái: Melyiket szeretem? Regény két kötetben (a Szabad Szóban); Kolostorból kolostorba. Regény két kötetben (a Függetlenségben). Halálát gócos tüdőlob, tüdőtágulás okozta.